# Оксид заліза(II)
Окси́д залі́за(II), мо́ноокси́д залі́за — неорганічна сполука, оксид заліза складу FeO. Являє собою порошок чорного кольору. FeO можна одержати відновленням оксиду заліза(III) монооксидом вуглецю при температурі 500 °С.

## Поширення у природі

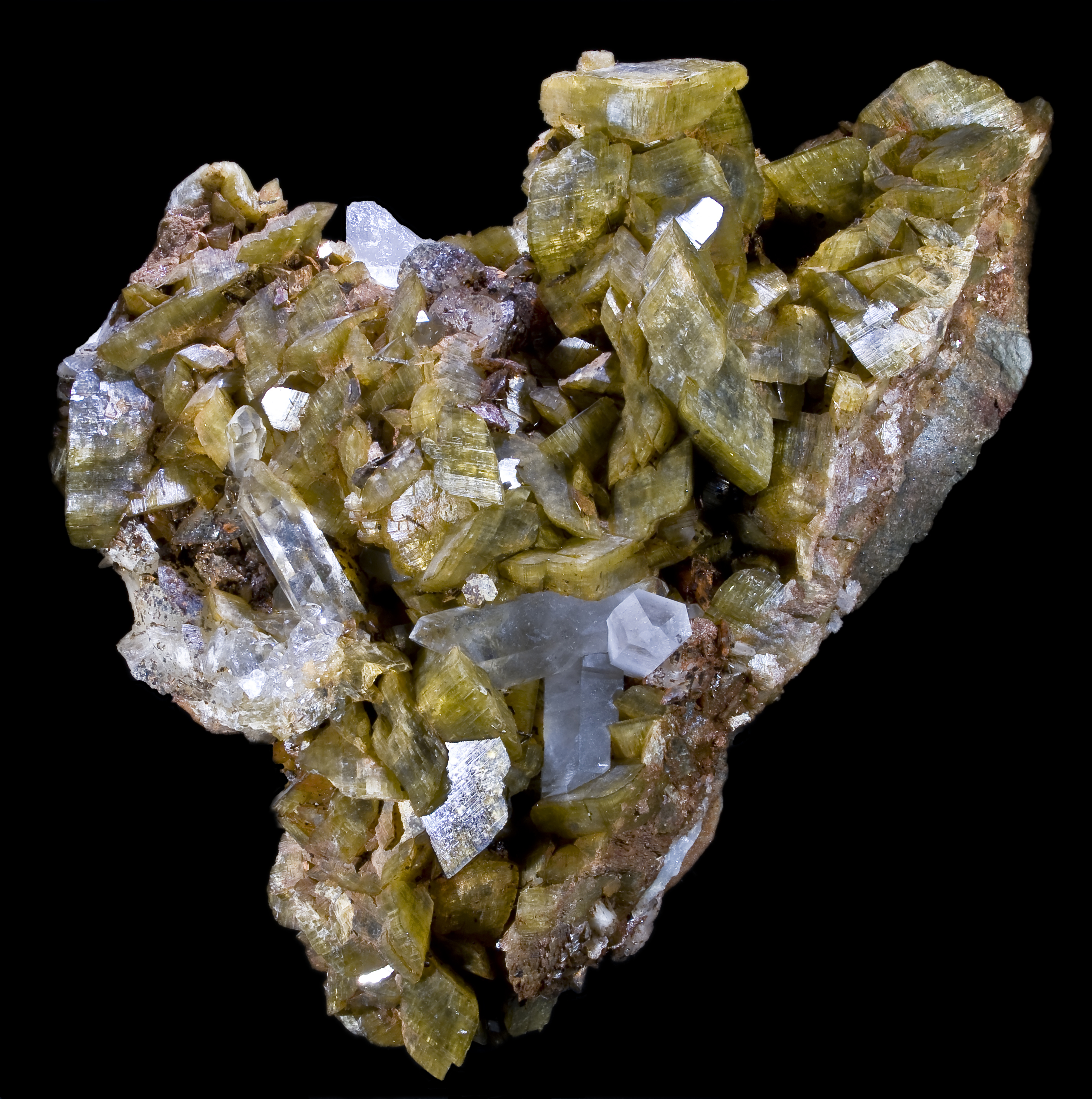
Мінерал сидерит

Природний оксид FeO належить до залізних руд. Він поширений у вигляді мінералу магнетиту (подвійний оксид FeO·Fe2O3), в'юститу FeO, а також у складі карбонату заліза FeCO3, яким є мінерал сидерит.

## Фізичні властивості
FeO являє собою чорний порошок, нерозчинний у воді.
Сполука є антиферомагнетиком з температурою Нееля 188 °К. Оксид заліза є нестехіометричною сполукою, зокрема, у проміжку температур 1360–1425 °C його склад описується як Fe0,947O-FeO1,2.

## Отримання
FeO отримують відновленням оксиду заліза(III), наприклад, воднем або оксидом вуглецю CO:
{\displaystyle \mathrm {Fe_{2}O_{3}+H_{2}{\xrightarrow {400^{o}C}}2FeO+H_{2}O} } (утворюються домішки Fe3O4)
{\displaystyle \mathrm {Fe_{2}O_{3}+CO{\xrightarrow {500-600^{o}C}}2FeO+CO_{2}} } (нижче 500 °C утворюються домішки Fe3O4)
Іншим способом є термічне розкладання оксигеновмісних сполук заліза(II) без доступу кисню:
{\displaystyle \mathrm {FeCO_{3}{\xrightarrow {490-581^{o}C}}FeO+CO_{2}} }
{\displaystyle \mathrm {Fe(OH)_{2}{\xrightarrow {150-200^{o}C}}FeO+H_{2}O} }
{\displaystyle \mathrm {FeC_{2}O_{4}\cdot 2H_{2}O{\xrightarrow {t}}FeO+CO+CO_{2}+2H_{2}O} }

## Хімічні властивості
Оксид заліза(II) не взаємодіє з водою, при невеликому нагріванні окиснюється до Fe2O3 (утворюється суміш FeO·Fe2O3), а на вологому повітрі утворюються гідрати оксиду Fe(III) (т.зв. іржа):
{\displaystyle \mathrm {2FeO+O_{2}{\xrightarrow {300-500^{o}C}}2Fe_{2}O_{3}} } (утворюються домішки Fe3O4)
{\displaystyle \mathrm {4FeO+2xH_{2}O+O_{2}\rightarrow 2(Fe_{2}O_{3}\cdot xH_{2}O)} }
При нагріванні без доступу кисню, сполука диспропорціонує на залізо та Fe3O4:
{\displaystyle \mathrm {4FeO{\xrightarrow {560-700^{o}C}}Fe_{3}O_{4}+Fe} }
FeO проявляє слабкі амфотерні властивості, із значною перевагою осно́вних. Він легко взаємодіє з кислотами, а також сплавляється із лугами з утворенням феритів:
{\displaystyle \mathrm {FeO+HCl\rightarrow FeCl_{2}+H_{2}O} }
{\displaystyle \mathrm {FeO+4HNO_{3(conc.)}\rightarrow Fe(NO_{3})_{3}+NO_{2}+2H_{2}O} }
{\displaystyle \mathrm {FeO+4NaOH{\xrightarrow {400-500^{o}C}}Na_{4}FeO_{3}+2H_{2}O} }
Оксид відновлюється воднем та коксом до заліза:
{\displaystyle \mathrm {FeO+H_{2}{\xrightarrow {350^{o}C}}Fe+H_{2}O} }
{\displaystyle \mathrm {FeO+C{\xrightarrow {>1000^{o}C}}Fe+CO} }